# Joanna Wang
Joanna Wang Ruo Lin (caratteri cinesi 王若琳; pinyin: Wáng Ruò Lín; Taipei, 1º agosto 1988) è una cantautrice taiwanese, figlia del famoso produttore discografico Ji-ping "Bing" Wang (王治平).
Nata a Taipei, ha passato la maggior parte della sua vita a Los Angeles, diplomandosi dalla scuola superiore Gabrielino nel 2006. Il suo album di debutto, Start From Here, è stato pubblicato a gennaio del 2008 come doppio CD, uno con le canzoni in versione inglese e l'altro in cinese. L'album ha raggiunto il #1 nelle classifiche taiwanesi ed ha raggiunto il successo nella gran parte delle regioni del Sudest Asiatico. A giugno del 2008, è stato pubblicato anche in Giappone.

## Carriera
Essendo cresciuta parzialmente negli Stati Uniti, Joanna ha avuto la possibilità di confrontarsi con i classici della musica pop mondiale, tra cui The Beatles, Queen e Oingo Boingo. Tra gli artisti che l'anno influenzata maggiormente, sono inclusi Danny Elfman, Yoeko Kurahashi (倉橋ヨエコ), Paul McCartney ed alcune colonne sonore di popolari videogiochi, i più popolari dei quali sono le serie Castlevania, Zelda e Mario Bros.
Joanna Wang è una chitarrista mancina.
Si è esibita in alcune delle sue canzoni, oltre che in cover di varie canzoni popolari cinesi e inglesi, in alcuni programmi televisivi di Taiwan.

## Premi
- 2008: Singapore Hit Awards 2008 - Miglior artista emergente
- 2008: Noni CCTV-MTV Music Awards - Artista donna emergente più popolare dell'anno ad Hong Kong e Taiwan
- 2008: Metro Hits Music Awards - Gran premio Metroshowbiz Hits per cantautrice mandarina
- 2008: Metro Hits Music Awards - Premio Metro Radio Hits all'artista emergente più votata
- 2008: China Mobile Wireless Music Awards - Cantante donna emergente con più potenziale
- 2008: 2008 Beijing Chinese Pop Music Awards - Miglior cantautrice emergente

## Discografia

### Album
- Start From Here (2008)
- Joanna & 王若琳 (2009)